# Supardejen
Martin Johansen, bedre kendt under kunstnernavnet Supardejen er en dansk  rapper, producer og musiker fra København, der er medlem af rapgruppen Sphaeren og det tidligere musikkollektiv Helt Sikkert.
Han udgav sin første demo under navnet Dejknægten i 1996 og og udgav sin første udgivelse med Sphaeren i 1997. I 1997 udgav han og Stik Op Jakob (dengang Kong Kret) sammen albummet "Verbale Kannibaler" under gruppenavnet "Kongen og Knægten". I 1999 udgav han det anmelderroste album Intelligens Uden Konsistens, der var med til at starte en helt ny stil indenfor dansk rap med fokus på dobbeltbetydninger og ordspil. Som rapper er Supardejen især kendt for sine komplekse tekster, der ofte indeholder multirim, hardcore humor og personreferencer.
Supardejen har medvirket som rapper på over 30 forskellige kompilations og album gennem tiden og udgav i 2013 det crowdfundede King Kong, der bl.a. blev nomineret som Årets Hip Hop Album til Gaffa Prisen. Albummet er produceret af Supardejen selv samt Tue Track og Machacha og udgives som gratis download, på rød dobbeltvinyl og rødt kassettebånd.
Supardejen har stået for de fleste produktioner på sine egne og Sphaerens plader, men han har også produceret for en lang række andre danske rappere.
Supardejen har sammen med Machacha gruppen Moriarty.

## Udgivelser
- (1996) – "Dejknægten (Demo)"
- (1999) – "Intelligens Uden Konsistens"
- (2002) – "Machacha & Supardejen EP"
- (2007) – "13"
- (2013) – "King Kong"
- (2015) - "Retrorik"
- (2016) - "Gigantopithecus"
- (2020) - "Optimus Dejen"
- (2021) - "Hybris 1. Akt"

## SomSphaeren
- (1997) "Kongen & Knægten - De Verbale Kanibaler"
- (1998) "Kongen & Knægten - Med Liv Og Lyst"
- (2001) "Kugleregn"
- (2002) "KBH pt II 12""
- (2004) "Ord Jeg Forstår"
- (2006) "Overskud"
- (2009) "Ud Af Vagten"
- (2013) "Stumper & Stykker"

## Som Moriarty
- (2016) - "1"
- (2017) - "2"